# Slag bij Lutter
De Slag bij Lutter was een veldslag die werd gevoerd op 27 augustus 1626, tijdens de Deense fase van de Dertigjarige Oorlog. De slag werd uitgeschoten tussen de legers van de Deense koning Christiaan IV en graaf Tilly, de opperbevelhebber van de Katholieke Liga. De slag vond plaats bij het dorpje Lutter am Barenberge, iets ten noorden van de Harz.
Christiaan IV had al begin augustus zijn tenten opgeslagen bij Lutter am Barenberge en besloot daar het leger van Tilly op te wachten. Die laatste had op 11 augustus Göttingen ingenomen en maakte van de passiviteit van het Deense leger gebruik om zijn troepen te hergroeperen en te versterken met achterblijvers uit het leger van Albrecht von Wallenstein.
Het Deense leger, dat grotendeels bestond uit Duitse huurlingen, stelde zich op achter een kreek op een heuvelrug. Beide legers waren ongeveer even sterk maar het leger van Tilly was veel meer ervaren. Na een zwaar artillerieduel slaagden soldaten uit het leger van Tilly de overkant van de kreek te bereiken. Daarna trokken ze zich ordelijk terug. De Deense tegenaanval werd gestuit en de soldaten trokken zich in wanorde terug. De cavalerie van Tilly zette daarop de aanval in en het Deense leger sloeg op de vlucht
Het Deense leger werd vernietigend verslagen, waardoor Christiaan IV zich moest terugtrekken met zijn resterende ruiters naar Wolfenbüttel.
Dit was een van de grootste overwinningen van Tilly. De verliezen in zijn leger waren beperkt terwijl het Deense leger 8.500 tot 12.000 man verloor. De Katholieke Liga kreeg een groot deel van het noorden van het Heilige Roomse Rijk in handen.

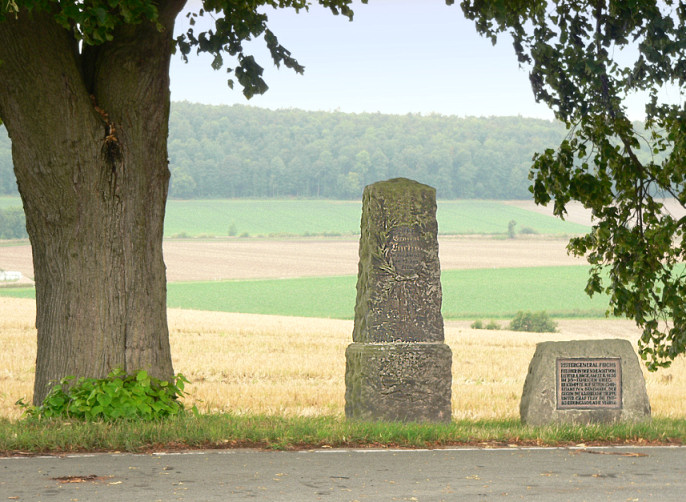
Gedenksteen bij de plaats van de slag
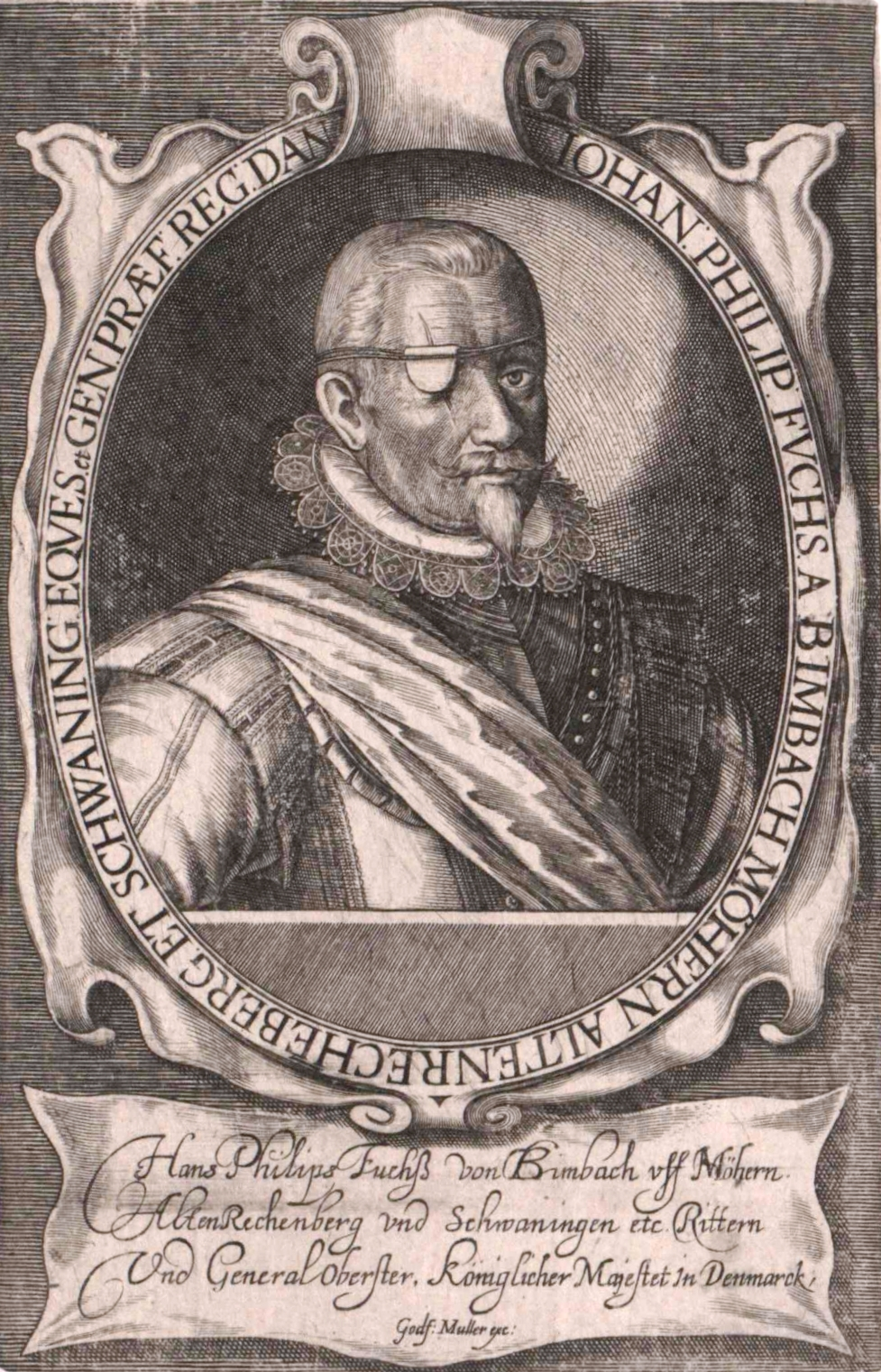
Hans Philipp Fuchs von Bimbach, in dienst van de Deense koning, sneuvelde in de Slag bij Lutter
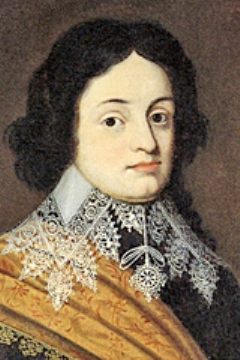
Philipp von Hessen-Kassel, in dienst van de Deense koning, sneuvelde in de Slag bij Lutter